# Cyclaspis jamaicensis
Cyclaspis jamaicensis är en kräftdjursart som beskrevs av Petrescu, Illiffe, Sarbu 1993. Cyclaspis jamaicensis ingår i släktet Cyclaspis och familjen Bodotriidae. Inga underarter finns listade i Catalogue of Life.